# Zecca di Carson City

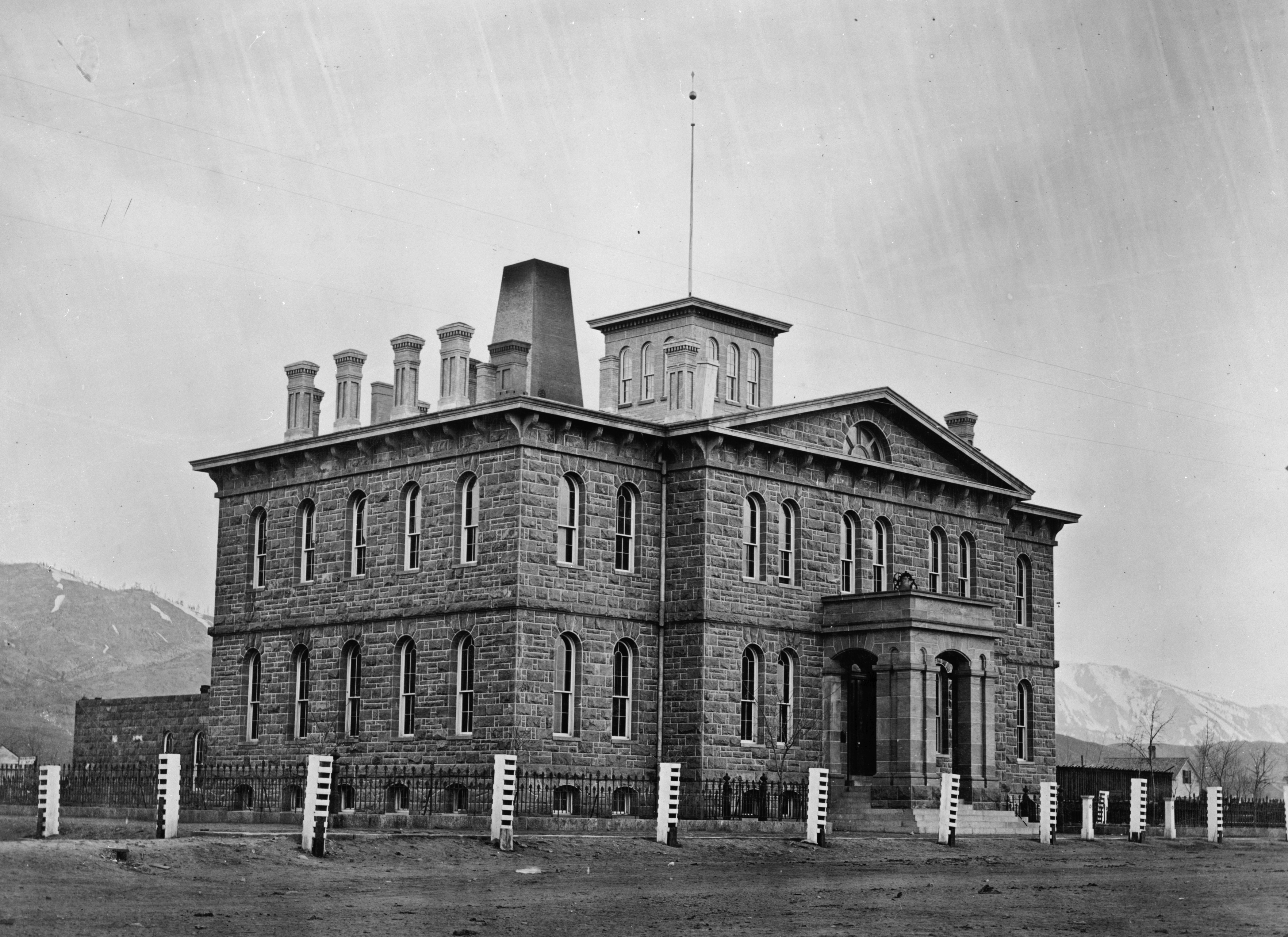
La zecca di Carson City nel 1866

La zecca di Carson City è una filiale della United States Mint a Carson City, nel Nevada, costruita da Alfred Bult Mullett. All'inizio della sua storia furono coniate monete d'argento, anche se, più tardi, le monete d'oro furono emesse in più gran numero. La zecca fu operativa per circa 19 anni.
La zecca fu costruita nel 1863 e cominciò a produrre monete nel 1870. Continuò fino al 1885, riprendendo il lavoro nel 1889 fino al 1893, quando venne definitivamente chiusa. Oggi è sede del Nevada State Museum.

## Galleria d'immagini

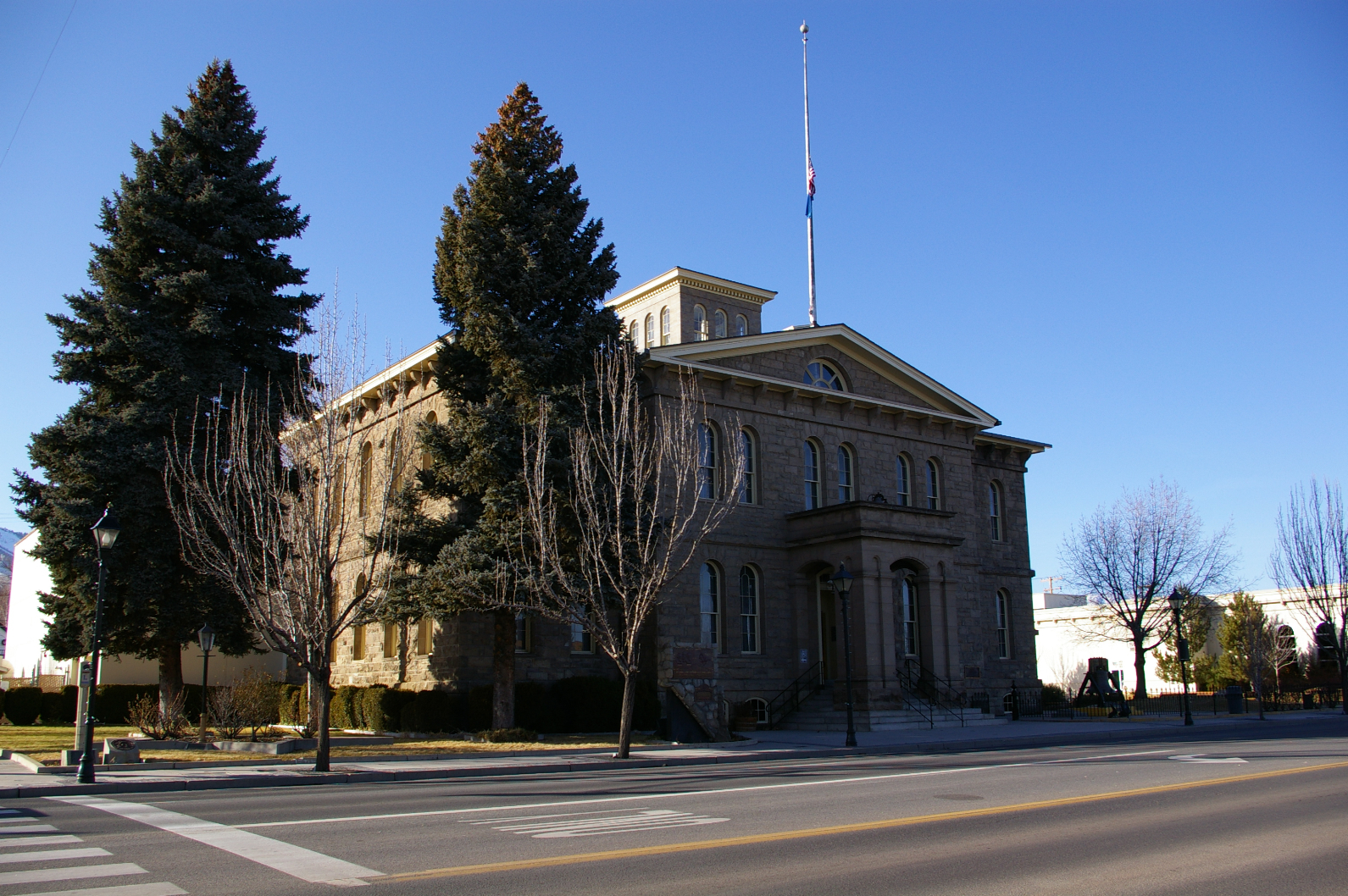
Vista da Carson Street nel 2007
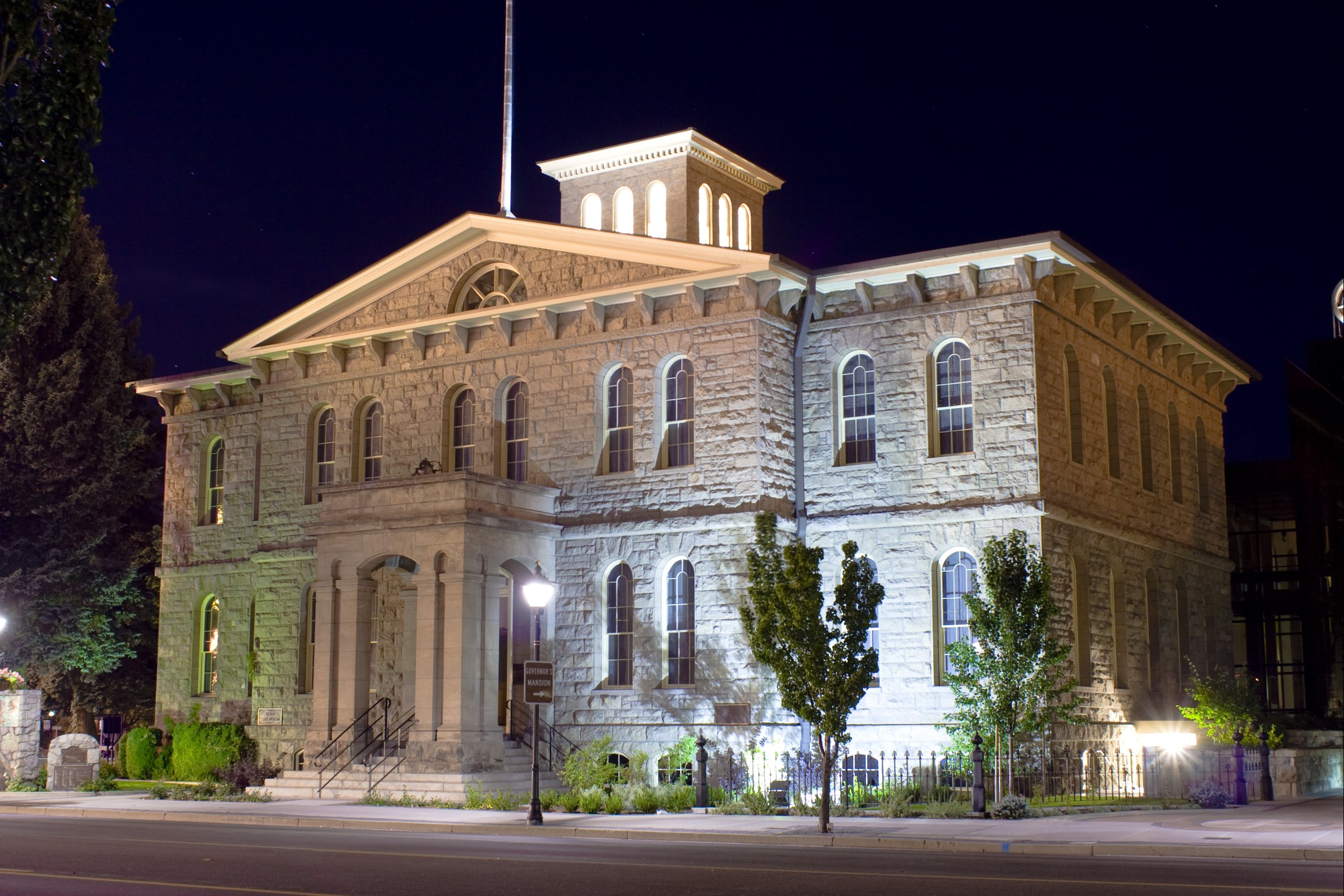
Di notte
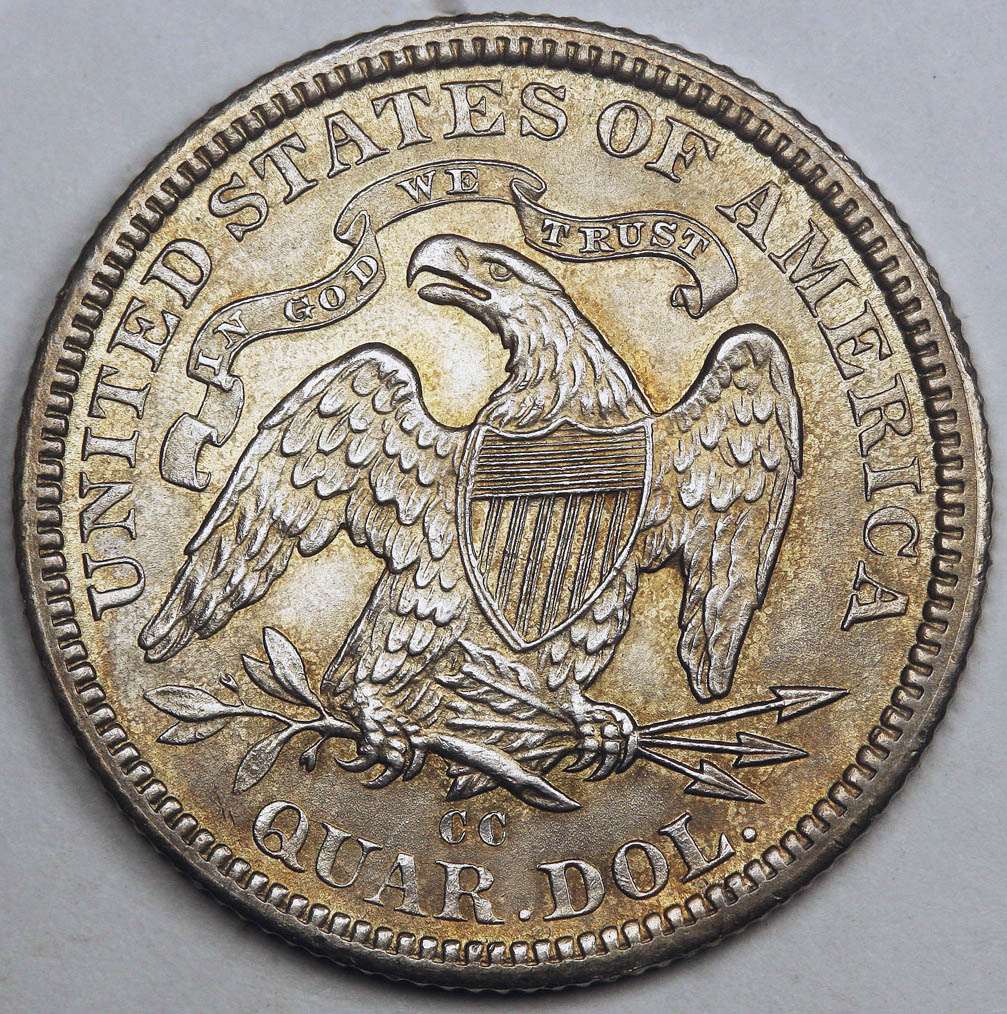
Un quarto di dollaro Seated Liberty coniato a Carson City.